# Tympanella
Tympanella is een monotypisch geslacht van schimmels behorend tot de familie Bolbitiaceae. Het bevat alleen de soort Tympanella galanthina. 